# Visconde da Boavista
Visconde da Boavista é um título nobiliárquico criado por D. Luís I de Portugal, por Decreto de 22 e Carta de 27 de Abril de 1869, em favor de Mariano Joaquim de Sousa Feio, depois 1.º Conde da Boavista.
Titulares
1. Mariano Joaquim de Sousa Feio, 1.º Visconde e 1.º Conde da Boavista;
2. Francisco de Sousa Feio, 2.º Visconde da Boavista.

Após a Implantação da República Portuguesa, e com o fim do sistema nobiliárquico, usou o título: 
1. Maria Matilde Almodôvar Feio de Paiva Raposo, 3.ª Viscondessa e 2.ª Condessa da Boavista.